# Illes Kuriat
Les illes Kuriat (àrab: قورية, Qūriya) són dues illes petites de la costa oriental de Tunísia a la governació de Monastir, a uns 18 km de la ciutat de Monastir. La formen dues illes: Kuria Kbira (Gran Kuriat), amb 2,7 km², i Kuria Sgira (Petita Kuriat), amb una mica menys d'1 km². Les illes es poden visitar de dia. L'illa menor i unes roques que té al costat són conegudes també com a illes Kingliar.
Hi viuen tres espècies de tortugues marines: la verda (Chelonia mydas), la Dermochelys coriacea, i la tortuga careta Caretta caretta (aquesta darrera força comuna). El lloc principal és una platja de 800 metres al nord-est de l'illa petita, i Bradai i a una platja de 900 metres a la costa occidental de l'illa gran. Altres espècies són la curruca melanocèfala, el pinsó del nord i les gavines. La Pinna nobilis, una espècie marina amenaçada d'extinció, té un dels hàbitats principals a aquestes illes. Són també un lloc important per a la Posidonia oceanica i les algues Caulerpa racemosa hi són abundants.
Les illes Kuriat constitueixen una reserva natural de Tunísia establerta per ordre ministerial.